# دی‌بور تترافلورید
دی‌بور تترافلورید (به انگلیسی: Diboron tetrafluoride) با فرمول شیمیایی B2F4 یک ترکیب شیمیایی با شناسه پاب‌کم 139653 است. که جرم مولی آن 97.616 g/mol می‌باشد. شکل ظاهری این ترکیب، گاز بی‌رنگ است.